# Eduard Čech
Eduard Čech   (Stračov, 29 de juny de 1893 - Praga, 15 de març de 1960) va ser un matemàtic txec.

## Vida i Obra
Čech va néixer a la petita vila de Stračov, fill d'un policia, però va fer els estudia secundaris fins al 1912 a la ciutat de Hradec Králové. Aquest mateix any es va matricular a la universitat Carolina de Praga amb la intenció d'esdevenir professor de matemàtiques. Només hi va poder estudiar cinc semestres, perquè el 1915 va ser mobilitzat a l'exèrcit austríac durant la Primera Guerra Mundial; va aprofitar aquests anys per aprendre italià, alemany i rus. Va reprendre els estudis acabada la guerra i el 1920 va obtenir el doctorat, començant a estudiar geometria projectiva diferencial. El curs 1921-22 va obtenir una beca per estudiar a la universitat de Torí amb Guido Fubini. La seva col·laboració amb Fubini va continuar en el temps fins a la publicació dels llibres de text de Geometria Projectiva Diferencial (1926-1931).
El 1923 va ser nomenat professor de la universitat Masaryk a Brno i a partir de 1930 aproximadament, va deixar d'interessar-se per la geometria diferencial i va començar a treballar en el camp de la topologia. El 1939, amb l'ocupació nazi, van ser clausurades totes les universitats txeques; Čech va continuar les classes a casa d'un dels seus alumnes Bedřich Pospíšil fins que aquest va ser detingut per la Gestapo el 1941.
Acabada la Segona Guerra Mundial, Čech va retornar a la universitat de Praga i va iniciar una carrera administrativa intensa. Va fundar i/o dirigir diferents instituts de recerca, es va interessar pels problemes de l'ensenyament de les matemàtiques, va escriure llibres de text de secundària i va liderar les activitats matemàtiques a Txecoslovàquia fins a la seva mort el 1960.
Čech és recordat, sobre tot, pels seus treballs en homologia, entre els quals destaca el seu concepte de compactificació, avui conegut com a compactificació de Stone-Čech, que ha esdevingut una eina important en la topologia general i en certes àrees de l'anàlisi funcional.